# Вангелова къща
Вангеловата къща (на македонска литературна норма: Вагелова куќа) е възрожденска къща в град Охрид, Република Македония. Построена в края на XIX век, сградата е рядък пример за запазена възрожденска архитектура в града и е обявена за значимо културно наследство на Северна Македония.

## Архитектура
Къщата е изградена в махалата Канео, на улица „Коста Рацин“ № 45 (стар № 31) и е единствената запазена възрожденска къща в махалата. Състои се от приземие и два етажа. Приземието и отчасти първият етаж са каменни, а останалите части са паянтова конструкция. Етажите са еркерно издадени и подпрени с дървени косници. Фасадата има дървени обшивки на ъглите, скромни стрехи и ритмично разположени отвори. Била е собственост на Петруш Вангелов.